# Burcu Esmersoy
Burcu Esmersoy (nacida el 2 de octubre de 1976) es una presentadora, periodista, modelo, actriz ocasional, y exconcursante de belleza turca que representó a su país en Miss Internacional en Japón. Recibió una Mariposa de Oro como Mejor Presentadora. Es considerada como la anfitriona líder de los reality shows en Turquía y una de las más famosas y mejor pagadas personalidades de la televisión. Entre los programas de televisión turca que ha presentado están Ver Fırına, Survivor Turquía, Popstar, Nedir Ne Değildir, Late Summer Night con Burcu Esmersoy, Komedi Türkiye, En Güzel Bölüm, Elin Oğlu, y Dancing with the Stars. Como actriz, ha participado en el Romantik Komedi (2010), Dedektif Memoli (2011), como Aylin Youlin en Çocuklar Duymasın (2012), y como la estrella invitada especial Melda en Bir Erkek Bir Kadın (2013), adaptación turca de la comedia canadiense en idioma francés Un gars, une fille.

## Biografía
Esmersoy nació en Estambul, sus abuelos fueron egipcios descendientes de circasianos. Después de terminar sus estudios secundarios en el Beşiktaş Lisesi, secundaria ubicada en el lado europeo de Estambul, se matriculó en la Facultad de Administración de empresas Departamento de Gestión Turística en la Universidad de Estambul. Luego de su graduación, se fue a estudiar Hotelería, Turismo y Gestión del Deporte en el Centro Tisch, de la Escuela de Estudios Profesionales en la Universidad de Nueva York .
Además de sus estudios, tomó parte en la realización de talleres de arte Barbara Poitier en la Universidad Bilgi. Igualmente, es alumna de Dialog Anlatım Iletişim.
Además de turco, habla con fluidez inglés e italiano.

## Carrera
En 1997, se colocó como tercera finalista en el certamen de belleza Miss Turquía. El mismo año representó a su país en Miss Internacional en Tokio, Japón, donde ganó el título «Miss Amistad». Comenzó su carrera en la radio en un programa infantil transmitido en Kanal D y se unió a CNN Türk con Noticias de Deportes entre 2000 y 2005, como presentadora de deportes y coordinadora-editora de noticias extranjeras. En abril de 2006, se unió a NTV MSNBC y comenzó a presentar el programa Spor Servisi.
Compitió en la primera temporada del programa de telerrealidad Bailando con las Estrellas (2010-2011) y presentó su segunda temporada (2011-2012). En 2013, presentó Popstar, basado en el concurso musical de la televisión Británica Pop Idol. También presentó en el canal TV8 Ver Fırına, la versión turca del concurso de repostería británico The Great British Bake Off y fue copresentadora de Elin Oglu, en el canal ATV, que se basaba en el programa de entrevistas de Corea del Sur Non-Summit.

## Vida personal
El 28 de febrero de 2005, se casó con Massimo Cusimano, patrocinador y gerente de mercadotecnia de la Scuderia Ferrari de Fórmula 1, en el Consulado General turco en París (Francia) y más tarde en Bolonia el 28 de octubre de 2006. Por un corto tiempo, vivieron en Maranello, en la región de Emilia-Romagna, en donde se encuentra Ferrari S.p.A.. La pareja se divorció en 2008.

## Filmografía

### Cine
| Año  | Título                                        | Función                             | Notas        |
| ---- | --------------------------------------------- | ----------------------------------- | ------------ |
| 2010 | Romantik Komedi                               | Ezgi                                |              |
| 2012 | Los Piratas! En una Aventura con Científicos! | Sorprendentemente Curvaceous Pirata | Voz en turco |

### Televisión
| Año           | Título                                    | Papel                                         | Notas                |
| ------------- | ----------------------------------------- | --------------------------------------------- | -------------------- |
| 2004-2005     | Spor Ekspres                              | Deportes locutora y comentarista              |                      |
| 2006          | Burcu Esmersoy la Spor Servisi            | Deportes locutora, comentarista, y anfitriona |                      |
| 2009-2011     | Verano Show de la Noche                   | Copresentadora                                |                      |
| 2010-2011     | Bailando con las Estrellas (temporada 1)  | celebridad competidora                        |                      |
| 2011-2012     | Bailando con las Estrellas" (temporada 2) | presentadora                                  |                      |
| 2011          | Dedektif Memoli                           | Agente Zeyno                                  | 10 episodios         |
| 2011          | Tarde Noche de Verano con Burcu Esmersoy  | presentadora                                  | [ 16 ]               |
| 2012          | Sobreviviente                             | Host                                          | Temporada 6          |
| 2012          | Çocuklar Duymasın                         | Aylin Youlin                                  | [ 17 ]               |
| 2012-2014     | Nedir Ne Değildir                         | presentadora                                  | 137 episodios        |
| 2013          | Popstar                                   | Host                                          |                      |
| 2013          | Bir Erkek Bir Kadın                       | Melda (como estrella invitada especial)       | Episodio 105         |
| 2013-2014     | Spor Gecesi                               | Copresentadora                                | [ 20 ]               |
| 2013-2014     | En Güzel Bölüm                            | presentadora                                  | Más de 500 episodios |
| 2014          | Arkadaşım Hoş Geldin                      | Ella misma (como estrella invitada especial)  |                      |
| 2014-2015     | Ver Fırına                                | presentadora                                  |                      |
| 2015          | Komedi Türkiye                            | presentadora                                  |                      |
| 2015–presente | Elin Oglu                                 | Copresentadora                                |                      |
| 2017          | Dünya Güzellerim                          | Presentadora                                  |                      |